# 牧佳子
牧 佳子（まき けいこ、1987年8月21日 - ）は、東京都出身の女優。オリオンズベルト所属。

## 人物
玉川大学パフォーミングアーツ、文学座附属演劇研究所卒。
身長160cm。
趣味は陶芸、美術、カメラ、イラスト、朗読、サウナ。特技は神道流居合（2段）、殺陣、アクション、声楽。

## 出演作品

### テレビドラマ
NHK
- タイムスクープハンター（2013年）
- 大河ドラマ / 花燃ゆ（2015年） - 祐筆 役

日本テレビ
- 日曜ドラマ
  - 3年A組-今から皆さんは、人質です-（2019年）
  - 厨房のありす（2024年） - 保護者 役

- 木曜ドラマ / Sister（2022年） - 医者 役

TBS
- 日曜劇場
  - 仰げば尊し（2016年） - 看護師 役
  - 99.9-刑事専門弁護士-（2018年） - 弁護士 役
  - 半沢直樹（2020年） - 仲居 役
  - TOKYO MER〜走る緊急救命室〜（2021年） - 記者 役
    - TOKYO MER 隅田川ミッション（2023年） - 看護師 役

- 金曜ドラマ
  - 凪のお暇（2019年） - 友人 役
  - フェルマーの料理（2023年） - パーティの客 役

- 火曜ドラマ
  - 初めて恋をした日に読む話（2019年） - 女子 役
  - Heaven? 〜ご苦楽レストラン〜（2019年） - 青森 役
  - G線上のあなたと私（2019年） - 面接官 役
  - オー!マイ・ボス!恋は別冊で（2021年） - ケーキ屋店員 役

- ドラマストリーム / 理想ノカレシ（2022年） - 母親 役

フジテレビ
- 健康で文化的な最低限度の生活（2018年） - 妻 役
- 木曜劇場
  - アンサング・シンデレラ 病院薬剤師の処方箋（2020年） - 看護師 役
  - SUPER RICH（2021年） - 職員 役

- ナイト・ドクター（2021年） - 事務員 役
- 女神の教室〜リーガル青春白書〜（2023年） - 事務スタッフ 役
- 罠の戦争（2023年） - 記者 役
- 院内警察〜アスクレピオスの蛇〜（2024年） - 看護師 役
- マウンテンドクター（2024年） - 麻酔科医  役　※牧桂子と誤記

テレビ朝日
- 木曜ドラマ
  - ドクターX〜外科医・大門未知子〜（2014年） - 楽本晴夏 役
  - 遺産争族（2015年） - 衣装係 役
  - ハヤブサ消防団（2023年） - 幹部 役

- ドラマスペシャル 家政婦は見た!
  - 第1作（2014年） - 国税徴収官 役
  - 第2作（2015年） - 販売員 役

- 土曜ワイド劇場 / 再捜査刑事・片岡悠介 第8作（2015年）
- 帯ドラマ劇場 / トットちゃん!（2017年） - 菅野ゆり子 役
- 金曜ナイトドラマ
  - ホリデイラブ（2018年） - 結婚式場の介添人 役
  - 家政夫のミタゾノ（2019年）

テレビ東京
- 男と女のミステリー時代劇（2016年） - 女囚 役
- ウルトラシリーズ
  - ウルトラマンタイガ（2019年） - 回答者 役
  - ウルトラマンアーク（2024年） - 飛世タカコ 役

- 汝の名（2022年） - 店員 役

WOWOW
- 連続ドラマW
  - 犯罪症候群 Season2（2017年） - 受付 役
  - パンドラIV AI戦争（2018年） - 看護師 役
  - 邪神の天秤 公安分析班（2022年） - 母親 役

NHK BSプレミアム
- BS時代劇 / 薄桜記（2012年） - お照 役
- 青春ブレイクスルー（2014年） - 女子学生 役
- 裕さんの女房（2021年） - 芸妓 役

### 映画
- ガチバンZ 代理戦争（2013年、AMGエンタテインメント）
- クローバー（2014年、東宝） - 婦人警官 役
- 劇場版TOKYO MER〜走る緊急救命室〜（2023年、東宝）

### 配信ドラマ
- グッドモーニング・コール（2016年、Netflix）

### 舞台
- 花火、舞い散る（2010年） - 前園葵、栗原真美 役
- 女の一生（2010年） - 布引けい 役
- わが町（2010年） - エミリー 役
- レイチェル・カーソン物語〜モナーク蝶を忘れない〜（2011年） - レイチェル・カーソン 役
- 父と暮らせば（2014年） - 福吉美津江 役
- 誰そ彼-あなたの思いせつなくて-（2018年）
- 天満月のネコ（2018年）
- レディー・ア・ゴーゴー!!（2018年）

### CM
- 大塚製薬 ポカリスエット（2015年）
- ソフトバンク（2015年、2017年）
- 東京ガス（2015年）
- NEC Lavie（2015年）

### WEB
- ドスパラプラス（2021年）